# Вейга, Ренату
Ренату Палма Вейга (порт. Renato Palma Veiga; родился 29 июля 2003, Лиссабон) — португальский футболист, полузащитник английского клуба «Челси» и сборной Португалии. Выступает на правах аренды за «Ювентус».

## Клубная карьера

### «Спортинг»
Уроженец Лиссабона, Вейга является воспитанником футбольной академии местного клуба «Спортинг». 

### Аренда в «Аугсбург»
31 января 2023 года Вейга отправился в аренду в немецкий клуб «Аугсбург» за 200 тысяч евро. 11 февраля 2023 года дебютировал в немецкой Бундеслиге, выйдя в стартовом составе «Аугсбурга» в матче против «Майнца».

### «Челси»
12 июля 2024 года перешёл в английский клуб «Челси», подписав семилетний контракт.

### Аренда в «Ювентус»
28 января 2025 года Вейга присоединился к «Ювентусу» на правах аренды.

## Карьера в сборной
Выступал за сборные Португалии до 19, до 20 лет и до 21 года.

## Личная жизнь
Ренату — сын футболиста Нелсона Вейги, выступавшего за национальную сборную Кабо-Верде.

## Достижения
«Челси»
- Победитель Лиги конференций УЕФА: 2024/25

Сборная Португалии
- Победитель Лиги наций УЕФА: 2024/25